# Žveplove anorganske spojine
Žveplo je nekovina, ki tvori nekaj spojin. Spodaj je podan njihov seznam.

## Seznam
- Amonijev sulfid-NH4)2S,
- Cinkov sulfid-ZnS
- Kadmijev sulfid-CdS,
- Molibdenov disulfid-MoS2,
- Natrijev hidrosulfid-NaSH,
- Ogljikov disulfid-CS2,
- Sulfamska kislina-H3NSO3,
- Sulfurilov klorid-SO2Cl2,
- Tiofozgen-CSCl2,
- Tionil bromid-SOBr2,
- Tionil klorid-SOCl2,
- Vodikov sulfid-H2S,
- Živosrebrov sulfid-HgS,
- Žveplov diklorid-SCl2,
- Žveplov dioksid-SO2,
- Žveplov monoklorid-S2Cl2,
- Žveplov tetrafluorid-SF4,
- Žveplova(IV) kislina-H2SO3,
- Žveplova(VI) kislina-H2SO4,